# Suzuki Wagon R
A Suzuki Wagon R (Wagon R+) egy városi kisautó, melyet a Suzuki gyárt 1993 óta. Az R betű jelentése "rekreáció". Az egyik első autó volt, mely méretéhez képest meglehetősen magas volt, rövid motorházzal és függőlegesen csapott háttal - azért, hogy maximálisan kihasználják a Japánban meghatározott szabványok szerinti méretet (kei car).
Kategóriájában 2003 óta a legnépszerűbb Japánban, 2008-ban pedig elkészült a hárommilliomodik is az országban. Emellett külföldön is népszerű, több mint ötmilliót készítettek belőle.

## Első generáció (1993–2006)
Az első generáció 164 centi magas volt, majdnem 30 centivel magasabb, mint az akkori hasonló modell, a Suzuki Alto. Ugyanazt a 660 köbcentis háromhengeres F6A motort kapta, mint az Alto. Eredetileg a sofőr oldalán volt két ajtó, a másik oldalon pedig csak egy, így mutatkozott be 1993-ban. 1996-ban némi átalakítással ötajtós lett.1994-ben Mazda AZ Wagon néven is gyártották.
Nagyobb változata, a Suzuki Wagon R+ 1997-ben készült el először, és 2000-ig készült, már az európai piacra is. 960 köbcentis négyhengeres motort kapott és szélesebb kasztnit, illetve egyes változatok 1,2 literes motort. Ezt a típust Indonéziában Suzuki Karimunnak nevezték.

## Második generáció (1998–2010)
1998-ban mutatták be a második generációt Japánban, ami az elsőgenerációs Wagon R+ továbbfejlesztése volt. Európába ez a típus került be 2000-ben, erősebb motorral (ezt gyártották Magyarországon is, Esztergomban). Opel Agila néven az Opel ugyanezt az autót forgalmazta, kisebb mértékben áttervezve. Indiában Maruti Wagon R néven egészen 2010-ig gyártották.

## Harmadik generáció (2003–2008)
2003 szeptemberében a típus tizedik évfordulójára megjelent a harmadik generáció is. Ebben azonban csak 660 köbcentis motor volt, és méreteiben is szerényebb lett, egy tipikus kei car volt. 2008-ig gyártották. 2007-ben jelent meg a Stingray alváltozat, mely főként abban különbözött, hogy az orra agresszívabb kialakítású lett, tiszta hátsó lámpákat kapott, a motor pedig bár ugyancsak 660 köbcentis volt, de turbómotor.

## Negyedik generáció (2008–2012)
2008-ban jelent meg Japánban, mellette a sportos Stingray, és az AZ-Wagon, valamint AZ-Wagon Custom (ez utóbbi kettőt a Mazda gyártotta). Nagyobb hátsó ajtók jellemezték, összkerékmeghajtású variáns is készült belőle, valamit négysebességes automata, ötsebességes manuális, és CVT-váltós variáns is készült.

## Ötödik generáció (2012–2017)
A 2012-től gyártott ötödik generáció forradalmi volt a tekintetben, hogy "ENE-CHARGE" nevű rendszerével az autó hibrid meghajtásúvá vált, és kapott egy energiatakarékos légkondícionáló rendszert is ("ECO-COOL"). Fékezéskor a keletkezett energiát az autó visszatáplálja az elektromos rendszerbe, amely a belső égésű motort is segíti, az elektronika egy részén ugyanis közösen osztoznak. Fogyasztása így kiemelkedően jó, 3,5L/100 km. A Mazda is gyártotta ezt a típust, Mazda Flair néven.

## Hatodik generáció (2017–)
Ez a típus leginkább az első háromra emlékeztet külsőségeiben. Új, javított minőségű integrált indítógenerátort kapott, a hibrid rendszer akkumulátora pedig megnövelt kapacitást. Ennek megfelelően önerőből, csak az akkumulátorral is képes haladni az autó 10 másodpercig, legfeljebb 13 km/h sebességgel.

## Wagon R-Wide
Ezt a változatot 1997-ben mutatták be. Méreteit tekintve jóval nagyobb, mint a szimpla Wagon R, nem fér bele a kei car szabványba. Ausztráliában, Új-Zélandon, és Európában árulták, nagyobb, 1 literes motorral, Wagon R+ néven. Ezt Japánban gyártották, nem volt sikeres típus, rozsdásodásra hajlamos volt. Egészen 2000-ig forgalmazták. Második generációja, némi ráncfelvarrással, 1999-től készült, Japánban is forgalmazták, ugyancsak Wagon R+ néven. A fő különbség külsőre az európai és a japán variáns között az ajtónyitó fogantyú színe: Európában fekete volt, Japánban viszont az autó színével megegyező.
2000-ben a Japánban gyártott variáns neve Wagon R-Solio lett, később pedig már csak Solio. Európában ennek ellenére a Magyar Suzuki továbbra is a második generációs Wagon R+-t gyártotta, azért, mert sem a Wagon R-Solio, sem a Solio nem feleltek meg a szigorú európai törésteszt-előírásoknak. A gyártás 2008-ig folyt, amikor leváltotta az utódtípus, a Suzuki Splash.
Japánban a Solio egészen 2010-ig ugyanezen formaterv szerint készült, függetlenül attól, hogy a Wagon R sorozatot kétszer is ráncfelvarrták. Átdolgozott változata a Suzuki palette alapjain készült.

## Nemzetközi változatok
A magyar gyártású Wagon R+-t már nem készítik. Eleinte 1,1 literes motorral, majd 1,3 literessel készült, opcionálisan választható ABS-szel, fékeletronikával és klímaberendezéssel. 2000 és 2007 között készült az Opel Agila Lengyelországban, ugyanezen típusterv szerint.